# Карфици
Карфици је насеље у Италији у округу Кротоне, региону Калабрија.
Према процени из 2011. у насељу је живело 745 становника. Насеље се налази на надморској висини од 501 м.

## Становништво
| 1951. | 1961. | 1971. | 1981. | 1991. | 2001. | 2011. |
| ----- | ----- | ----- | ----- | ----- | ----- | ----- |
| 1.441 | 1.471 | 1.391 | 1.353 | 1.327 | 868   | 745   |